# Kalvarienberg (Volary)

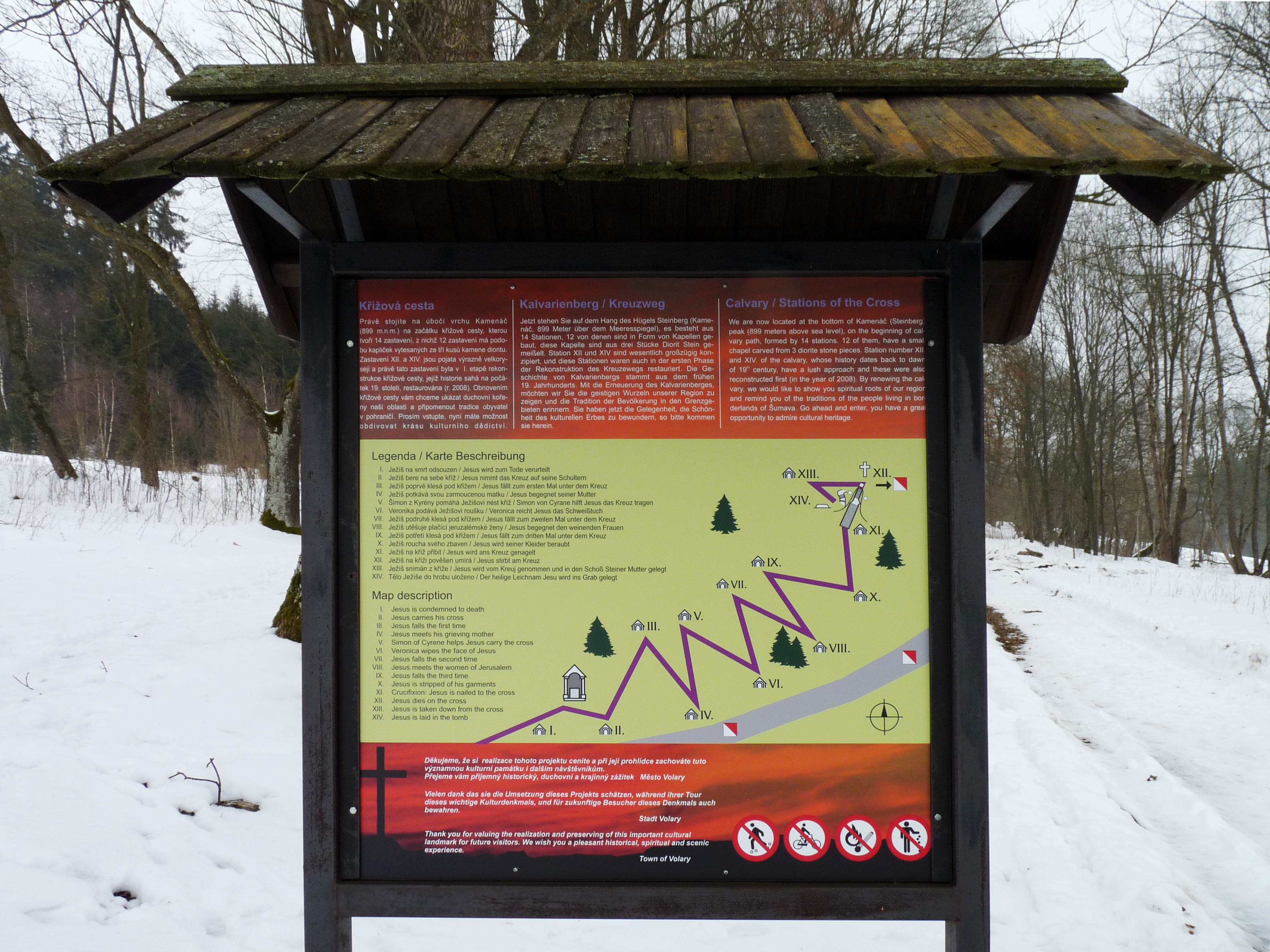
Mehrsprachige Informationstafel am Beginn des Kreuzwegs

Der Kalvarienberg von Volary (tschechisch Křížová cesta ve Volarech) ist ein Hügel mit 14 Kreuzwegstationen in der südböhmischen Stadt Volary (deutsch Wallern) in der Region Prachatice in Tschechien.

## Beschreibung und Geschichte

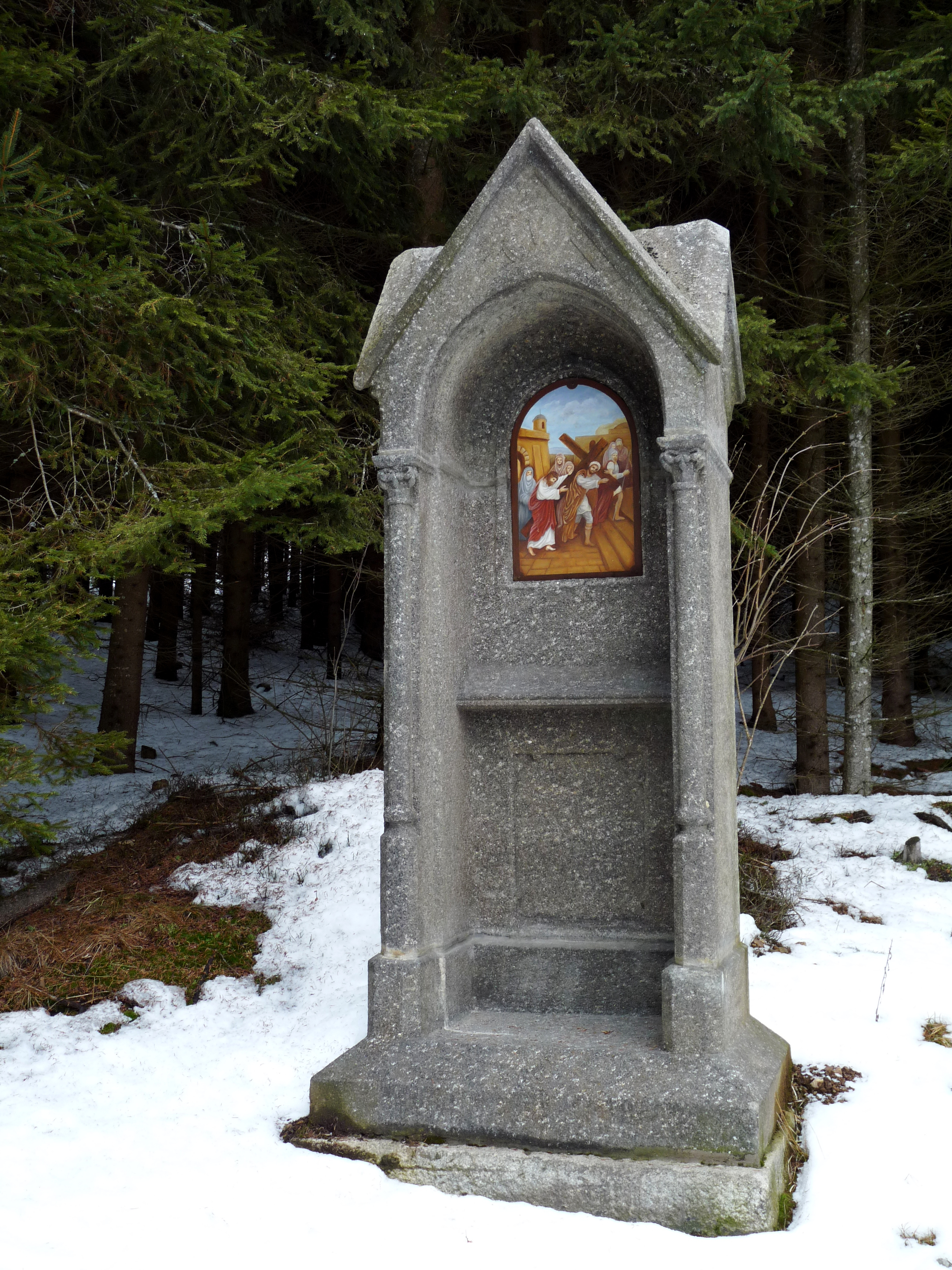
Station 5 nach der Restaurierung

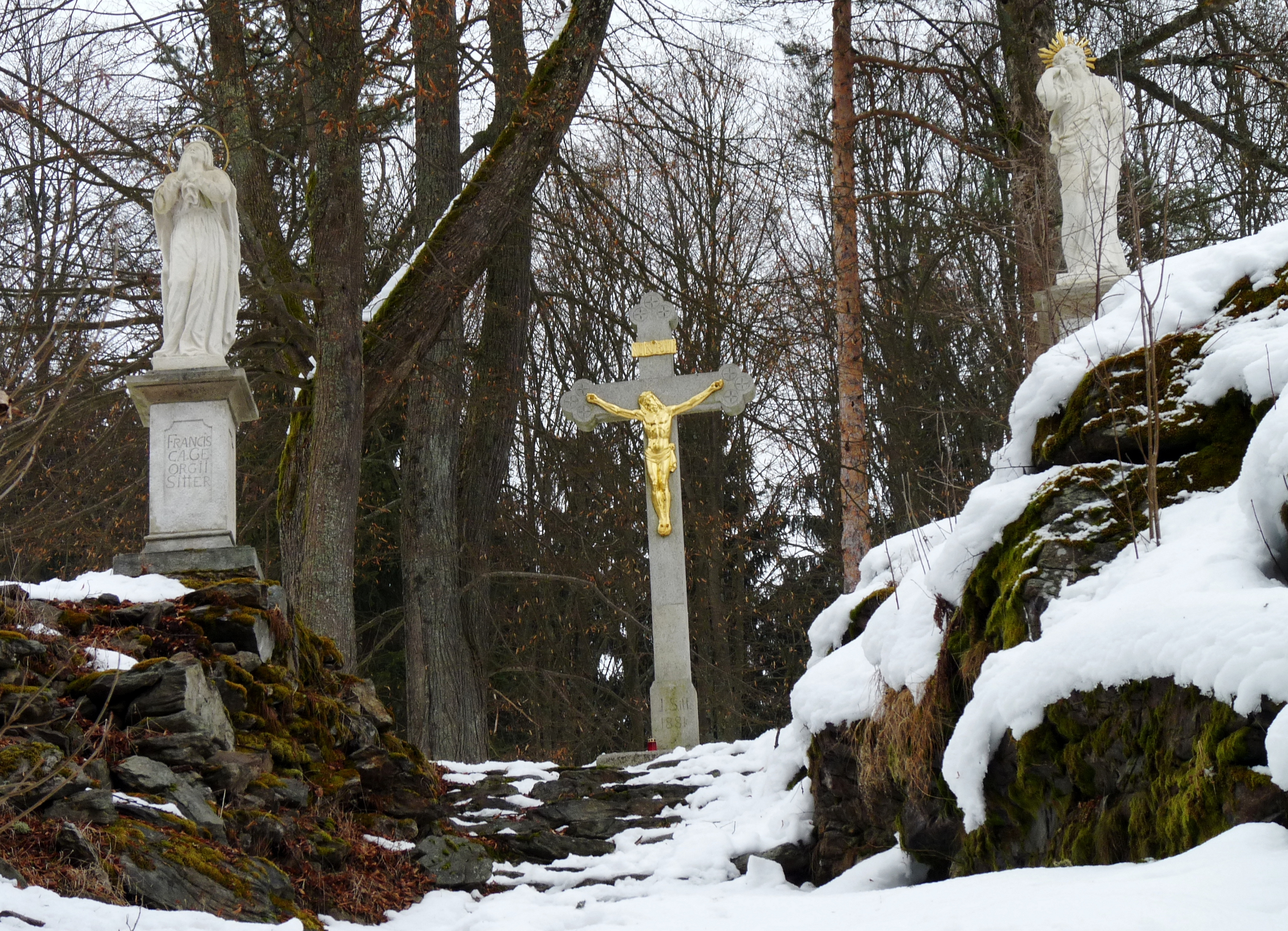
Treppe mit Skulpturen und Kruzifix

Der Kalvarienberg befindet sich etwa 1,5 Kilometer nordöstlich des Stadtzentrums auf dem Kamenáč-Hügel in mehr als 800 m Höhe. Die Anlage stammt aus dem 19. Jahrhundert und steht unter Denkmalschutz. Vom Stadtzentrum Volarys aus kann man über zwei Alleenwege zum Kalvarienberg gelangen. Am Fuß des Kreuzwegs befindet sich eine großformatige Informationstafel mit einem Orientierungsplan und Erläuterungen auf Tschechisch, Deutsch und Englisch. Der Kreuzweg besteht aus vierzehn Stationen, die sich aus zwölf sogenannten Nischenkapellen und zwei weiteren Stationen zusammensetzen.

### Stationen I bis XI und XIII (Nischenkapellen)
Die zwölf im Original erhaltenen, jeweils aus drei Diorit-Stücken gefertigten Kapellen stammen aus den 1880er Jahren und sind im neugotischen Stil ausgeführt. In den Nischen der Kapellen befanden sich ursprünglich in München auf Bestellung angefertigte plastische Reliefs mit farbig ausgeführten figürlichen Kreuzwegszenen, die jedoch im Laufe der Jahrzehnte durch Witterungseinflüsse und nach dem Ende des Zweiten Weltkriegs immer mehr durch Vandalismus zerstört wurden.
Im Jahr 2011 führte die Stadt Volary eine Ausschreibung für die Erneuerung der Gemälde in den Nischenkapellen durch, bei der die tschechische Künstlerin Vladimíra Fridrichová Kunešová den Zuschlag erhielt. Drei Jahre später wurden die in der alten, aufwändigen Maltechnik der Schichtenmalerei auf 40 × 60 cm großen Blechtafeln angefertigten Bilder fertiggestellt und im Juni 2014 in den Nischenkapellen angebracht.

### Station XII (Kruzifix und Skulpturen)
Von der elften Kapelle aus führt eine breite Steintreppe, die zu beiden Seiten von bemoosten Felsbrocken gesäumt ist, steil den Hang hinauf. Kurz vor dem Ende der Treppe stehen zu beiden Seiten auf hellen Sockeln zwei große Statuen der Jungfrau Maria und des heiligen Johannes des Evangelisten. Diese wurden laut der Inschrift auf den Sockeln im Jahr 1821 im Auftrag von Františka Sitterová, der Frau des ehemaligen Bürgermeisters, angefertigt. Die Texte auf den Sockeln lauten: „FRANZISKA GEORGII SITTER“ und „OLIM CONSULIS UXOR ERREXIT 1821“. Weil sie beschädigt waren, werden die Originalfiguren zusammen mit einem Fragment der Originalskulptur aus der nahegelegenen Grabnische im Museum von Volary aufbewahrt. Zwischen 2014 und 2017 wurden die Skulpturen an ihrem alten Standort durch Nachbildungen ersetzt.
Am höchsten Punkt oberhalb der Treppe steht ein mehrere Meter hohes Kruzifix. Es bildet die zwölfte Station und zeigt die Szene „Jesus stirbt am Kreuz“. Das hohe Steinkreuz erhielt im Rahmen der Restaurierungsarbeiten ein neues Oberteil und wurde mit einer vergoldeten Christusfigur sowie einer darüber angebrachten vergoldeten Schrifttafel INRI versehen. Vom Kreuz führt der Weg weiter zur Dioritkapelle Nr. 13, die als vorletzte Station die Szene „Jesus vom Kreuz genommen“ darstellt.

### Station XIV (Heiliges Grab)

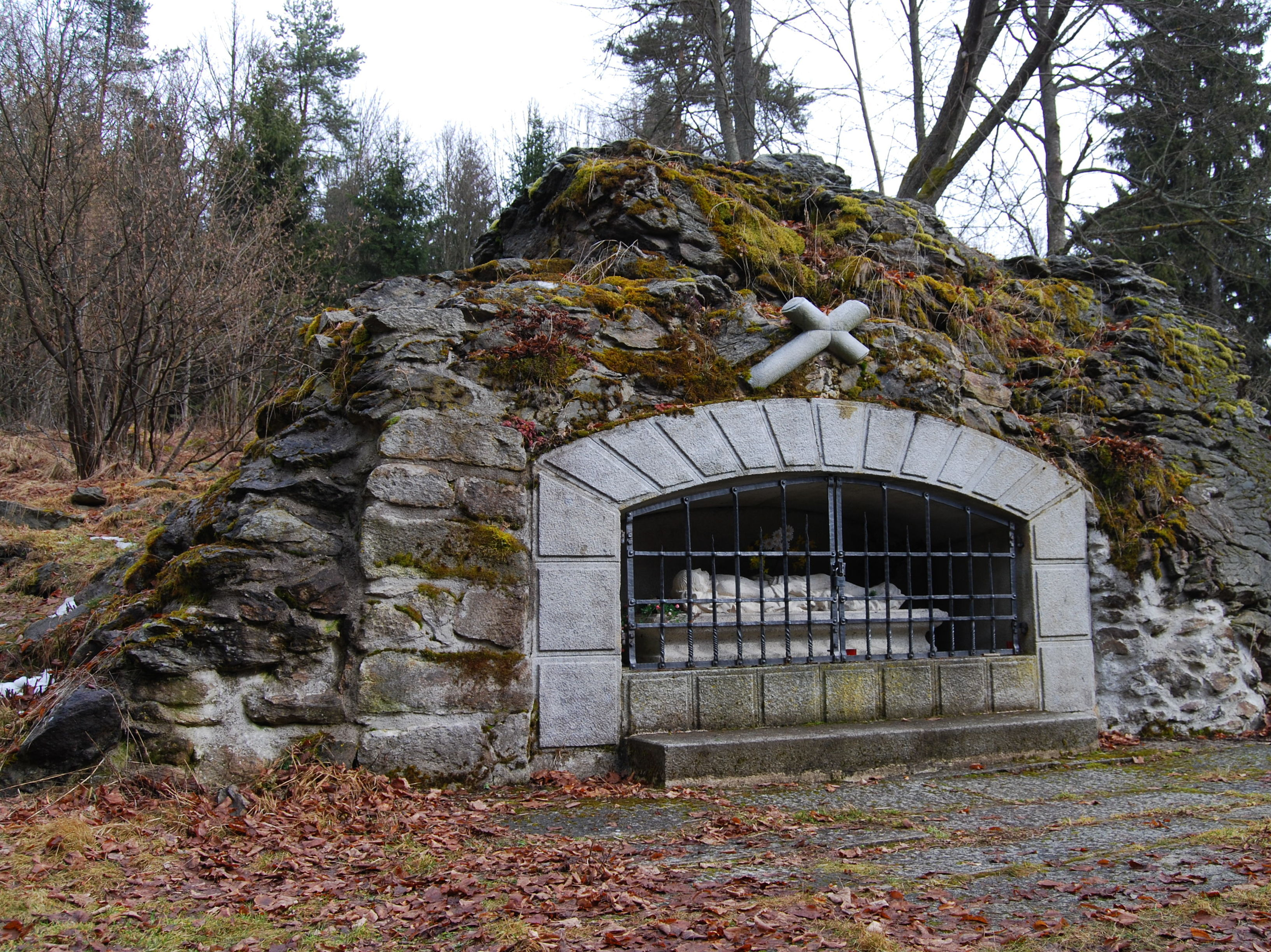
Station XIV: Heiliges Grab

Der Kreuzweg endet bei der 14. Station, einem Felsen mit dem „Heiligen Grab“, einer Nachbildung des Grabes Christi. In einer reich verzierten Nische, die 1901 entstand, liegt eine Steinskulptur Christi. Diese Skulptur wurde im Jahr 2008 restauriert, und die Nische wurde zum Schutz des Ortes mit einem geschmiedeten Gitter versehen.